# コマーロム・エステルゴム県
コマーロム・エステルゴム県（Komárom-Esztergom (ハンガリー語: Komárom-Esztergom vármegye, 発音 [ˈkomaːrom ˈɛstɛrɡom]; ドイツ語: Komitat Komorn-Gran;  スロバキア語: Komárňansko-ostrihomská župa)）は、ハンガリーの県。県都はタタバーニャ。人口は約37万5千人。
コマーロム県とエステルゴム県が合併して成立した。コマーロムや、ハンガリー建国史と深く結びつくエステルゴムなどが、同県を代表する都市である。
県の北境はスロヴァキアとの国境であり、ドナウ川で隔てられている。県内のコマーロムやエステルゴムからスロヴァキアに陸路で入国が可能である。南境でフェイェール県、東境でペシュト県、西境でジェール・モション・ショプロン県と接している。西南端ではヴェスプレーム県とも接している。

## ギャラリー

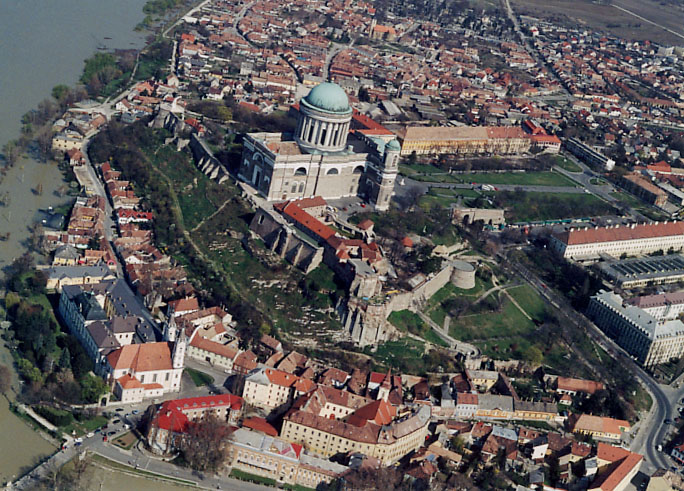
エステルゴムの大聖堂とドナウ川
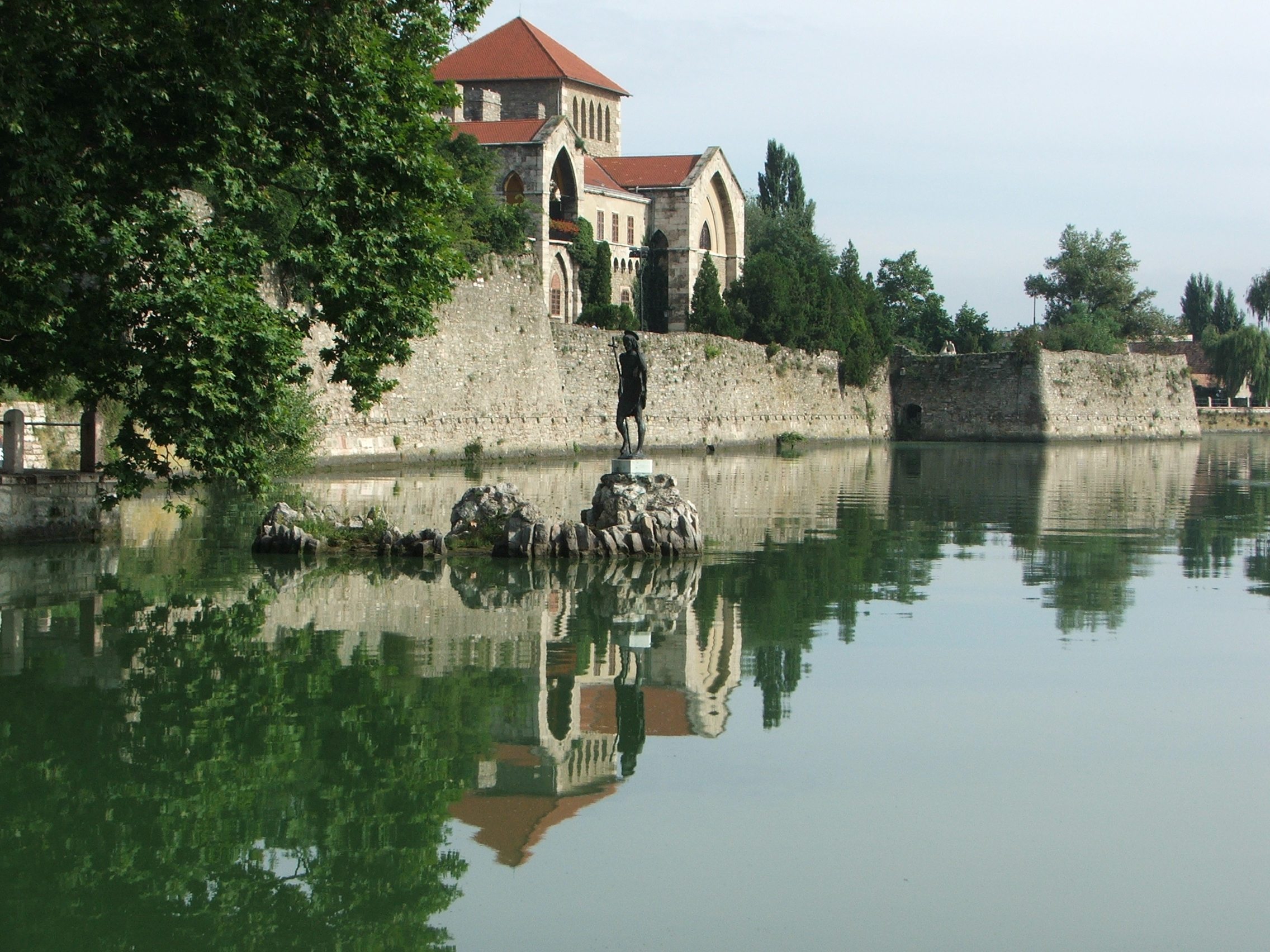
タタの城
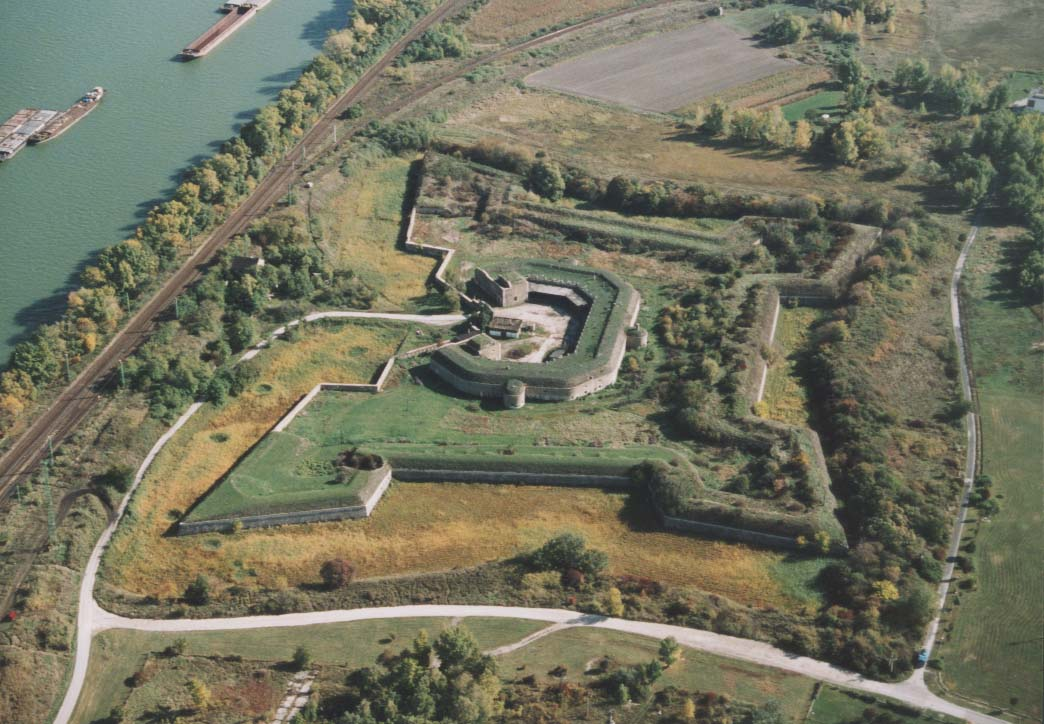
コマーロムの要塞